# Sankt Nikola an der Donau
Sankt Nikola an der Donau é um município da Áustria localizado no distrito de Perg, no estado de Alta Áustria.